# Ghiacciaio Mushketov
Il ghiacciaio Mushketov è un ampio ghiacciaio situato sulla costa della Principessa Astrid, nella Terra della Regina Maud, in Antartide. Il ghiacciaio, il cui punto più alto si trova a oltre 1100 m s.l.m., si trova in particolare nel gruppo montuoso chiamato Fimbulheimen, dove fluisce verso nord-est scorrendo tra i monti Wohlthat, a ovest, e le catene dei monti Weyprecht e Payer, a est.

## Storia
Il ghiacciaio Mushketov fu scoperto e fotografato per la prima volta nel 1939 grazie a ricognizioni aeree svolte durante la spedizione tedesca Nuova Svevia, 1938-39, ed ancora rimappato più dettagliatamente grazie a ricognizioni di una spedizione sovietica di ricerca antartica svoltasi dal 1958 al 1959, che lo battezzò con il suo attuale nome in onore del geologo e geografo sovietico Ivan V. Mushketov.